# 謝謹
謝謹，字庭蘭，浙江寧波人。明朝政治人物、進士。
永乐四年（1406年）丙戌科三甲第十六名進士，官至廣西按察使，善於詩文。存有《蝸濡集》。